# Augustin Bila
Augustin Bila (Dinant, 26 juni 1939 - aldaar, 18 maart 1982) was een Belgisch politicus en Waals militant. 

## Levensloop
Hij was doctor in de rechten van de Universiteit van Luik en werd beroepshalve advocaat.
Als militant van de Waalse Beweging werd Bila politiek actief voor het Rassemblement Wallon. In 1971 werd hij voor deze partij verkozen tot lid van de Kamer van volksvertegenwoordigers voor het arrondissement Dinant-Philippeville, wat hij bleef tot in 1977.
Bij de bespreking over de vliegtuigaankopen door het leger, na de weigering van de Belgische regering om de Franse Mirage-vliegtuigen aan te kopen, stemde hij tegen  bij de vertrouwensstemming over de regering. Hij ondersteunde hierdoor de linkse wending van zijn partij die door voorzitter Paul-Henry Gendebien was ingezet.